# Rokuronijev bromid
Rokuronijev bromid (tržno ime Zemuron ali Esmeron) je aminosteroidni nedepolarizirajoči živčnomišični blokator ali mišični relaksant, ki se uporablja v sodobni anesteziji za olajšanje intubacije sapnika z zagotavljanjem sprostitve skeletnih mišic pri operaciji ali mehanskem predihavanju. Uporablja se za standardno endotrahealno intubacijo, pa tudi za indukcijo s hitrim zaporedjem (RSI – Rapid Sequence Induction).

## Farmakologija

### Mehanizem delovanja
Rokuronijev bromid je kompetitivni antagonist nikotinskih acetilholinskih receptorjev na živčno-mišičnem stiku. Med zdravili, ki zavirajo živčno-mišične stike, spada med nedepolarizirajoče blokatorje živčno-mišičnih stikov, ker deluje tako, da zavira delovanje receptorjev, kar povzroči mišično sprostitev namesto stalne depolarizacije, kar je mehanizem delovanja depolarizirajočih zaviralcev živčno-mišičnih stikov, kot je sukcinilholin.
Zasnovan je bil kot šibkejši antagonist na živčno-mišičnem stiku od pankuronija. Za to so odgovorni njegova monokvaternarna struktura ter alilna skupina in pirolidinska skupina, vezani na kvartarni dušikov atom obroča D. Rokuronij ima hiter začetek delovanja, po trajanju pa spada med srednjedolgodelujoče.
Pri nekaterih bolnikih (zlasti tistih z astmo) obstaja tveganje za alergijsko reakcijo na zdravilo, vendar so opazili podobno incidenco alergijskih reakcij kot pri uporabi drugih učinkovin istega razreda zdravil (nedepolarizirajoči živčno-mišični blokatorji).
Derivat γ-ciklodekstrina sugamadeks (tržno ime Bridion) je sredstvo, ki deluje nasprotno rokuroniju tako, da se nanj veže z visoko afiniteto. Sugamadeks se od leta 2009 uporablja v številnih evropskih državah, vendar je ameriški Urad za prehrano in zdravila (FDA) dvakrat zavrnil   podelitev dovoljenja za promet zaradi pomislekov glede alergijskih reakcij in krvavitev. Naposled je končno odobril zdravilo za uporabo med kirurškimi posegi v Združenih državah Amerike 15. decembra 2015. Tudi zaviralec acetilholinesteraze neostigmin se lahko uporablja kot reverzibilni antidot rokuronija, vendar ni tako učinkovit kot sugamadeks. Neostigmin se še vedno uporablja pogosteje od sugamadeska zaradi nižje cene.

### Interakcije z drugimi učinkovinami
Uporaba rokuronija ob sočasnem jemanju antibiotikov, kot so gentamicin, vankomicin in tetraciklini, lahko ojača njegov učinek, zato je potrebno rokuronijev bromid previdno titrirati v primeru operacije.
V primeru sočasne uporabe karbamazepina in tiopurina lahko pride do rezistence na rokuronijev bromid, zato se priporočajo večje doze mišičnega relaksanta.
Tiazidni diuretiki povzročajo hipokaliemijo, zato lahko pride do povečanega učinka rokuronijevega bromida. V tem primeru ga je potrebno dati v manjših dozah.

## Neželeni učinki
Neželeni stranski učinki so sicer redki, jih pa razdelimo na tri različne skupine glede na lokacijo povzročanja neželenih učinkov:
- Srčnožilni sistem: Lahko pride do pljučne vaskularne rezistence, hipertenzije, hipotenzije, tahikardije, abnormalnega zapisa v EKG, aritmije.[9]
- Preobčutljivostne reakcije: So najpogostejši neželeni učinki pri uporabi rokuronijevega bromida, kjer pride do anafilaktične reakcije zaradi sproščanja histamina.[9]
- Respiratorne reakcije: Lahko pride do bronhospazma, sopenja. [9]

## Zgodovina
Odkrili so ga leta 1994.

## Družba in kultura

### Evtanazija
Od leta 2016 je rokuronijev bromid standardna učinkovina (skupaj s propofolom), ki se daje neozdravljivo bolnim, v zadnjem stadiju, pri evtanaziji v Kanadi.

### Tržna imena
Rokuronijev bromid se v Združenih državah Amerike prodaja pod tržnim imenom Zemuron, v večini drugih držav pa kot Esmeron, med drugim je pod tem imenom (zgolj na recept) na voljo tudi v Sloveniji.